# Moussa Tine (homme politique)
Pour les articles homonymes, voir Moussa Tine et Tine.
 (avril 2010).
Si vous disposez d'ouvrages ou d'articles de référence ou si vous connaissez des sites web de qualité traitant du thème abordé ici, merci de compléter l'article en donnant les références utiles à sa vérifiabilité et en les liant à la section « Notes et références ».
Moussa Tine (1971 à Thiès)  est un homme politique sénégalais, président et fondateur du parti de centre gauche l'Alliance Démocratique PÉNCÓO.

## Biographie
Député à l’Assemblée nationale du Sénégal de 2001 à 2006. Il a été membre de la Commission des lois, de la Décentralisation du Travail et des droits humains (2001–2005), de la commission des Affaires Étrangères, de l’Union africaine et des Sénégalais de l’Extérieur, de la commission de la Défense et de la Sécurité puis celle du Développement et de l’Aménagement du Territoire et enfin de la commission de l’Économie Générale, des Finances, du Plan et de la Coopération Économique.
Moussa Tine est juriste et politologue et à ce titre il donne des cours de droit constitutionnel. Il est aussi diplômé de l'IFRAMOND et de L'institut Aspen France.
Moussa Tine est administrateur de société et consultant international. Ainsi, il a animé beaucoup de séminaires en Afrique sur le règlement des conflits, sur le droit parlementaire et dans le domaine des politiques publiques en général. Il a aussi mené des missions d'étude et de consultation pour des institutions publiques aussi bien nationales qu'internationales.